# Устав святого Августина

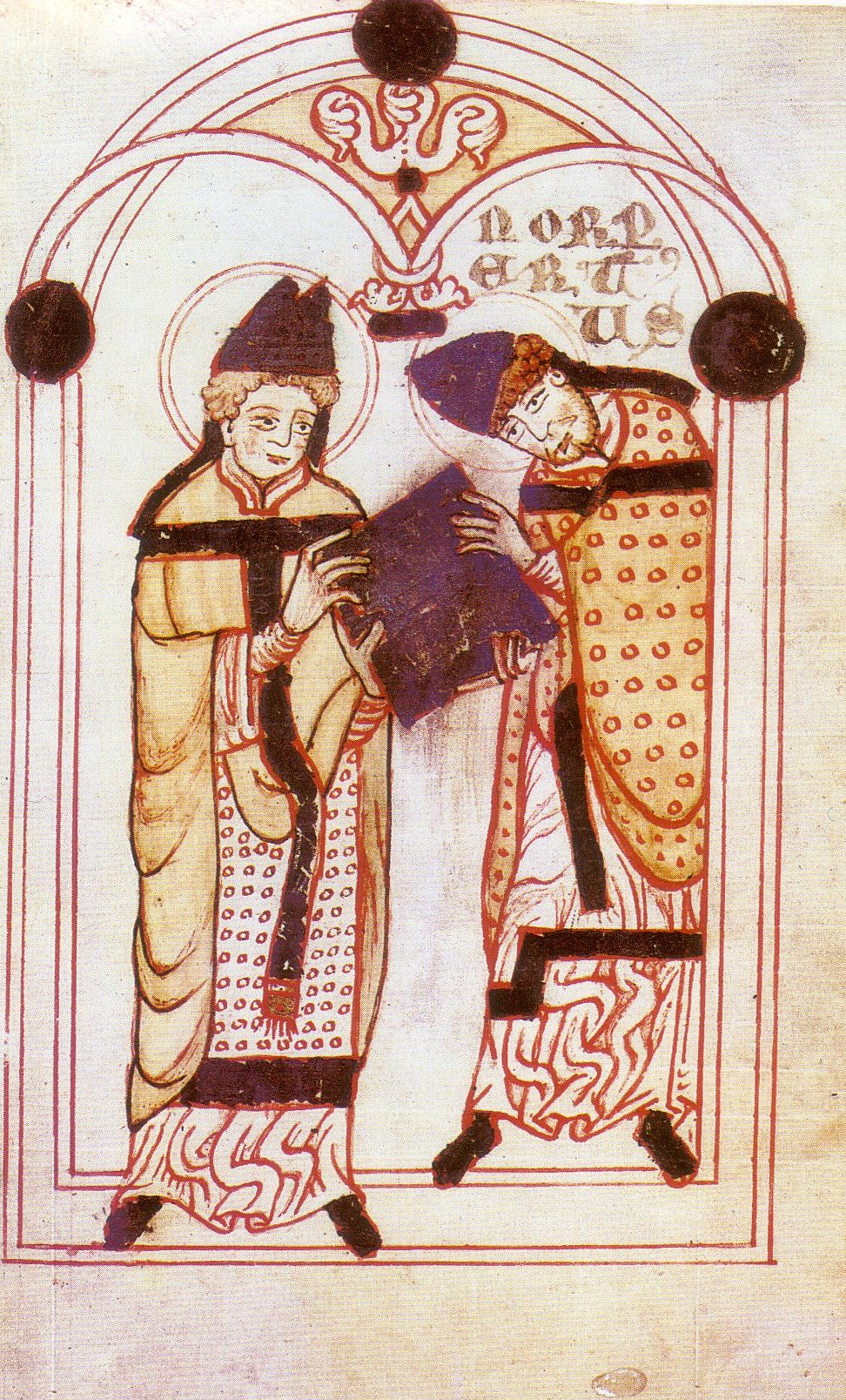
Святой Норберт Ксантенский (справа) получает устав от святого Августина. Иллюстрация из книги Vita Sancti Norberti (XII век)

Уста́в свято́го Августи́на (лат. Regula Sancti Augustini) — один из самых употребительных католических монастырских уставов, составленный, как считается, святым Аврелием Августином (ум. в 430 году) по образцу жизни Святых Апостолов, представленному в библейской книге «Деяния святых апостолов» и в других документах.

## Состав произведения
Под именем Устава святого Августина понимаются 4 свода правил:
- Praeceptum (или Regula ad servos Dei) — «Предписание» (или «Устав для рабов Божьих»), регулирующий жизнь мужских монашеских общин (древнейшая рукопись датирована VI—VII веками, Париж, № 12634);
- Regularis Informatio — «Изложение правил», регулирующее жизнь женских монашеских общин, по содержанию сходное с предыдущим, и Obiurgatio («Порицание») — письмо святого Августина;
- Ordo monasterii (или Disciplina monasterii) — «Уложение монастырское» (или «Дисциплина монастырская») и Regula secunda («Второе правило») — краткий сборник повседневных правил жизни в монастыре;
- Regula consensoria — «Согласованное правило», небольшое произведение, написанное испанским анонимом во второй половине VII века, ошибочно приписываемое святому Августину.

Тексты первых трёх произведений дошли до нас как минимум в девяти вариантах, сохранившихся со времён Средних веков. 
На практике в качестве «Устава святого Августина» чаще всего используется компиляция "Regula recepta" (лат. - «Общепризнанное правило»), составленная из «Предписания» (Praeceptum) и первого предложения из «Уложения монастырское» (Ordo monasterii).
В своё время Эразм Роттердамский выразил мнение, позднее поддержанное Роберто Беллармином, что «Предписание» (Praeceptum) в действительности является версией «Изложения правил» (Regularis Informatio), переработанного для мужской монашеской общины. Это мнение оставалось общепризнанным в науке вплоть до первой половины XX века, когда Л. Ферхейен убедительно доказал первенство написания (около 397 года) и аутентичность «Предписания» (Praeceptum), предположительно написанного святым Августином для основанной им обители. В отношении времени написания и авторства «Уложения монастырского» (Ordo monasterii) и «Изложения правил» (Regularis Informatio) среди исследователей до сих пор нет общепринятого мнения.

## Историческое значение Устава
Монастырский Устав святого Августина оказал существенное влияние на формирование первых монашеских уставов Западной Европы, в частности на Устав святого Бенедикта. 
Широкое распространение Августинский устав получил уже в середине XI века, когда его приняло движение регулярных каноников, получивших затем имя «августинцев».
Августинский монастырский устав устанавливает самые общие и принципиальные нормы жизни монашеской общины, направляя членов общины прежде всего на внутреннее духовное совершенствование. 
В отличие от Бенедиктинского устава, который предписывал монашеской братии обязательный уход от мира, "Устав святого Августина" даёт возможность соединить суровую аскезу с регулярной пастырской деятельностью за пределами монастырской обители, что было достаточно востребовано европейским обществом XII—XIII веков.
Устав святого Августина был принят за основу при разработке уставов монашеских орденов премонстрантов (норбертинцев), доминиканцев, августинцев-эремитов, женских монашеских общин августинок и других, а также некоторых духовно-рыцарских орденов, в частности "Ордена тамплиеров" (там принят Латинский устав) и чешского "Ордена рыцарей креста с красной звездой".